# 中国工农红军第二十三军
中国工农红军第二十三军，简称红二十三军，中国工农红军地方部队之一。
1933年3月25日在江西南部成立，军长毕士悌（后刘雄武代）、政委李宗白、参谋长贺敏学，6月，缩编为红二十二师。